# Let'sケータイ!
Let'sケータイ!（レッツケータイ）は株式会社ネットドリーマーズが開発・販売したクラウド型の携帯とスマートフォンサイト作成用コンテンツ管理システム (CMS)。
SaaSの形態で提供されるため、サーバの調達や保守は不要。サイトを構築する際は、専用のオーサリングツールをPCへインストールする。個人・法人のいずれも利用可能で、小規模なサイトから月間PV1億以上の大規模サイトにも対応している。

## 特徴
Let'sケータイ!は携帯・スマートフォンサイト作成CMSの中では珍しくPCへ専用のツールをインストールする方式となっている。このため、インストールの手間は発生するが、ドラッグ・アンド・ドロップなどワープロやプレゼンソフトで文書を作成するのに近い操作性が得られる。
サービスラインナップは、一般的なサイト構築に必要とされる機能を搭載した「Let's携帯ホームページ!」を中心に、機能や作成可能ページ数に制限のある廉価版サービスである「Let's携帯チラシ!」、「Let's携帯ホームページ!」にeコマース機能を追加した「Let's携帯通販!」の3種類がある。
また、各サービスに標準搭載されている機能のほか、「オプション」と呼ばれる拡張機能を必要に応じて組み込むことが出来るため、SaaSでありながらオーダーメイドシステム並みの拡張が可能。
オプションは膨大な数が存在するが、大半は製品紹介サイトで詳細および価格が公開されている。
主なオプションは次の通り。
- 動画配信オプション

配信したい動画ファイル（AVIやWMVなど）をツールにドラッグ・アンド・ドロップすると、携帯各社とスマートフォンに最適な形式に自動エンコードされる。
- 投稿オプション

サイトの利用者がメールを使って画像や文章を投稿する機能。ブログや掲示板のような用途で利用可能。
- ポイントオプション

サイトの利用者ごとにポイント口座を作成し、サイト内での様々な行動に応じてポイントの付与や消費を行わせる機能。例えば、アンケートへの回答時にポイントを付与し、プレゼント応募時に消費させるなど。
- ツイッターオプション

サイトのページ内に「つぶやく」ボタンを置き、ボタンが押されるとサイトURLと紹介文がツイッターへ投稿される。逆に、特定のアカウントのつぶやきを一定時間ごとに自動取得し、サイトに掲載する事も可能。
- キャリア公式課金オプション

ドコモ、KDDI,ソフトバンクの公式サイトで使用する月額制課金機能と都度課金サービス。
- キャリアスマートフォン課金オプション

ドコモの「Pモード」KDDIの「uかんたん決済」ソフトバンクの「ソフトバンクまとめて支払い」に対応した課金サービス。
- クレジット/WebMoney決済オプション

各種クレジットカードとWebMoney(NET CASH/BitCash)に対応した課金サービス。

## 歴史
2005年2月16日 誰でも簡単、低コストで携帯ビジネスが始められるケータイASP総合サービス」をキャッチフレーズにサービス開始
2005年11月15日 MCF モバイル コンファレンス 2005（mobidec2005）に出展。
2006年1月17日 「w/ Mobile（with Mobile）」に出展。
2006年9月21日 ソフトバンクに対応。これで携帯3キャリア（ドコモ、KDDI、ソフトバンク）に完全対応となる。
2006年10月26日 携帯3キャリア向けのSEO対策機能追加。
2007年7月30日 携帯動画配信機能提供開始。
2007年9月13日 メジャーバージョンアップし、「Let'sケータイ!2.0」となる。Willcomも加え、携帯4キャリア対応となる。
2008年5月28日 「Let'sケータイ!」を目的別に細分化してサービスラインナップを刷新。「Let's携帯チラシ！」「Let's携帯ホームページ！」「Let's携帯プレミアム！」の3種類を発売開始。2008年6月12日 広告マーケティング専門イベント『第4回Findstarフォーラム』に出展。
2008年9月1日 「Let'sケータイ!2.0」をマイナーバージョンアップ。ディズニー・モバイル、イーモバイルを加え、携帯6キャリア対応となる
2009年1月21日 検索エンジン最適化を支援する新サービスとして「Let’sモバイルSEO」を提供開始。
2011年2月1日 メジャーバージョンアップし、「Let'sケータイ!3.0」となる。携帯6キャリアに加え、スマートフォンにも対応。
2011年8月22日 「Let'sケータイ！3.0」にスマートフォン専用の機能（ボタン表示機能、アイコン機能など）を追加。